# Trödje
Trödje är en tätort i Gävle kommun, cirka två mil norr om Gävle. Orten hörde till Hille kommun innan kommunen inkorporerades med Gävle stad 1969. Ett flertal lämningar av gravar från vikingatiden tyder på att byn varit bebodd i över tusen år. Ortnamnet härstammar från ordet trampa och betyder enligt boken Hille vår hembygd "av kreatur upptrampad slättmark". Historiskt har befolkningen livnärt sig på en blandning av jordbruk och fiske men byn är i första hand uppbyggd kring kommunikationer och samfärdsel och bönderna i byn var skyldiga att hålla gästgiveri så de som färdades efter kustvägen kunde övernatta och även erhålla skjuts till nästa gästgivargård. Det berättas att det kunde vara upp till 30 hästar i färdstallet när hälsingar och jämtar var på väg till Distingsmarknaden i Uppsala. Natten mellan 14 och 15 maj 1732 övernattade Carl von Linné under sin Norrlandsresa på Trödje Gästgivargård och han skriver i sin dagbok: "Trödje gästgivargård hade en slät backe runt sig. Horsgöken lät höra sig i kärren öster om vägen". 
Från mitten av byn är det ca 3 km ut till havet och där finns en båthamn och en badplats som heter Silverbäckarna. Strax söder om orten finns ett av de större grustagen i Gästrikland. Det sträcker sig från början av byn ända fram till grannbyn Björke som ligger cirka 6 km söder om Trödje. Driften är numera nerlagd och används istället för motocross och paintball. Under mitten av 1990-talet spelades där många stora paintballturneringar. Olika sträckor i Novemberkåsan brukar passera detta grustag eller i trakterna runt omkring. I grustaget finns också ett vattenfyllt stenbrott som blivit en populär badplats under senare år.
I byn fanns tidigare förskolorna förskoleavdelningarna Tittmyran och Björntomten vilka nu sammanfogats till att heta Trödje Förskola.

## Befolkningsutveckling
| Befolkningsutvecklingen i Trödje 1960–2020                        | Befolkningsutvecklingen i Trödje 1960–2020 | Befolkningsutvecklingen i Trödje 1960–2020 | Befolkningsutvecklingen i Trödje 1960–2020 | Befolkningsutvecklingen i Trödje 1960–2020 |
| ----------------------------------------------------------------- | ------------------------------------------ | ------------------------------------------ | ------------------------------------------ | ------------------------------------------ |
|                                                                   |                                            |                                            |                                            |                                            |
| År                                                                |                                            |                                            | Folkmängd                                  | Areal (ha)                                 |
| 1960                                                              | 1960                                       |                                            | 193                                        | ¤                                          |
| 1970                                                              | 1970                                       |                                            | 203                                        |                                            |
| 1975                                                              | 1975                                       |                                            | 252                                        |                                            |
| 1980                                                              | 1980                                       |                                            | 293                                        |                                            |
| 1990                                                              | 1990                                       |                                            | 329                                        | 66                                         |
| 1995                                                              | 1995                                       |                                            | 328                                        | 66                                         |
| 2000                                                              | 2000                                       |                                            | 321                                        | 67                                         |
| 2005                                                              | 2005                                       |                                            | 329                                        | 70                                         |
| 2010                                                              | 2010                                       |                                            | 333                                        | 70                                         |
| 2015                                                              | 2015                                       |                                            | 337                                        | 93                                         |
| 2020                                                              | 2020                                       |                                            | 423                                        | 126                                        |
| Anm.: Ny tätort 1970 ¤ Som tätortsbebyggelse med 150-199 invånare |                                            |                                            |                                            |                                            |